# Врпиле
Врпиле је насељено мјесто у Лици, у општини Плитвичка Језера, Личко-сењска жупанија, Република Хрватска.

## Географија
Врпиле је удаљено 3,5 км југозападно од Коренице.

## Историја
Врпиле се од распада Југославије до августа 1995. године налазило у Републици Српској Крајини. До територијалне реорганизације у Хрватској насеље се налазило у саставу бивше велике општине Кореница.

## Становништво
Према попису из 1991. године, насеље Врпиле је имало 46 становника, међу којима су сви били српске националности. Према попису становништва из 2001. године, мјесто Врпиле је имало 23 становника. Према попису становништва из 2011. године, насеље Врпиле је имало 15 становника.
| Националност       | 1991. | 1981. | 1971. | 1961. |
| Срби               | 46    | 53    | 65    | 77    |
| Југословени        |       | 7     |       | 1     |
| Хрвати             |       |       |       |       |
| остали и непознато |       | 1     |       |       |
| Укупно             | 46    | 61    | 65    | 78    |

| Демографија | Демографија | Демографија |
| Година      | Становника  | Становника  |
| ----------- | ----------- | ----------- |
| 1961.       | 78          |             |
| 1971.       | 65          |             |
| 1981.       | 61          |             |
| 1991.       | 46          |             |
| 2001.       | 23          |             |
| 2011.       |             | 15          |